# مهدی فتاپور
مهدی فتاپور (زاده ۱۳۳۰ در تهران) از اعضای شورای مرکزی سازمان فداییان خلق ایران (اکثریت) و مسئول کنونی هیئت سیاسی اجرایی اتحاد جمهوریخواهان ایران است. فتاپور از اولین افرادی بود که در سال ۱۳۵۰ به سازمان چریک‌های فدایی خلق ایران پیوست ولی خیلی زود دستگیر شد و دوران پیش از انقلاب ۱۳۵۷ را بیشتر در زندان به سر برد. او با مواضع رفورمیستی خود در این سالها با شبکه بی بی سی فارسی همکاری‌ هایی داشته است و از عقاید پیشین خود دست شسته است. گرچه سابق بر این هم او یک سوسیال دموکرات بود.

## زندگی‌نامه
مهدی فتاپور در سال ۱۳۳۰ در تهران متولد شد. وی در سال ۱۳۴۷ وارد دانشکده فنی دانشگاه تهران شد و از آن زمان تا سال ۱۳۵۲ از نمایندگان و مسئولین جنبش دانشجویی بود. ایشان در سال ۱۳۵۲ در ارتباط با سازمان چریک‌های فدایی خلق ایران دستگیر شد و پس از آزادی از زندان در سال ۱۳۵۶ به فعالیت خود با این سازمان درسطح رهبری ادامه داد. در سال‌های آغاز انقلاب فتاپور نقش عمده‌ای در شکل‌گیری سازمان دانشجویان پیشگام داشته و مسئولیت این سازمان را نیز برعهده داشت. در سال ۱۳۶۰، ایشان به نمایندگی از طرف سازمان فداییان خلق ایران (اکثریت) در مناظره‌ای با دکتر بهشتی (دبیرکل حزب جمهوری اسلامی)، دکتر کیانوری (دبیرکل حزب توده ایران) و حبیب‌الله پیمان (دبیرکل جنبش مسلمانان مبارز) که از طریق تلویزیون ملی ایران پخش می‌شد، شرکت کرد. پس از مهاجرت، مهدی فتاپور تحصیلات دانشگاهی خود را درآلمان در رشته انفورماتیک ادامه داده و در حال حاضر به عنوان مدیر پروژه در همین رشته مشغول به کار است. مهدی فتاپور هم‌اکنون عضو هیئت رهبری سازمان فداییان خلق ایران (اکثریت) و هیئت سیاسی-اجرایی اتحاد جمهوریخواهان است.

مهدی فتاپور در سال ۱۳۵۶ با مریم سطوت در تیم‌های چریکی آشنا شد و پس از انقلاب با یکدیگر ازدواج کردند که حاصل این ازدواج دو فرزند است.